# Washington Open 2001 - Qualificazioni singolare
Le qualificazioni del singolare al Washington Open 2001 sono state un torneo di tennis preliminare per accedere alla fase finale della manifestazione. I vincitori dell'ultimo turno sono entrati di diritto nel tabellone principale. In caso di ritiro di uno o più giocatori aventi diritto a questi sono subentrati i lucky loser, ossia i giocatori che hanno perso nell'ultimo turno ma che avevano una classifica più alta rispetto agli altri partecipanti che avevano comunque perso nel turno finale.
Le qualificazioni del torneo Washington Open 2001 prevedevano 28 partecipanti di cui 7 sono entrati nel tabellone principale.

## Teste di serie
1. Neville Godwin (primo turno)
2. Jamie Delgado (ultimo turno)
3. Ramón Delgado (ultimo turno)
4. Wayne Black (Qualificato)
5. Tomáš Zíb (Qualificato)
6. Fernando González (ultimo turno)
7. Marc-Kevin Goellner (ultimo turno)

1. Jeff Salzenstein (Qualificato)
2. Ronald Agénor (ultimo turno)
3. Richard Fromberg (ultimo turno)
4. Arvind Parmar (ultimo turno)
5. Mike Bryan (primo turno)
6. Michael Joyce (Qualificato)
7. Kristian Capalik (Qualificato)

## Qualificati
1. Alex O'Brien
2. Michael Joyce
3. Kristian Capalik
4. Wayne Black

1. Tomáš Zíb
2. Jeff Salzenstein
3. Mike Bryan

## Tabellone

### Legenda
| - Q = Qualificato - WC = Wild card - LL = Lucky loser | - ALT = Alternate - SE = Special Exempt - PR = Protected Ranking | - w/o = Walkover - r = Ritirato - d = Squalificato |

### Sezione 1
|  | Primo turno | Primo turno     | Primo turno     | Primo turno | Primo turno |  |  | Ultimo turno | Ultimo turno  | Ultimo turno  | Ultimo turno | Ultimo turno |  |
|  |             |                 |                 |             |             |  |  |              |               |               |              |              |  |
|  |             | Alex O'Brien    | 3               | 6           | 6           |  |  |              |               |               |              |              |  |
|  | 1           | Neville Godwin  | 6               | 3           | 3           |  |  |              | Alex O'Brien  | Alex O'Brien  | 7            | 7            |  |
|  | 11          | Arvind Parmar   | Arvind Parmar   | 7           | 6           |  |  | 11           | Arvind Parmar | Arvind Parmar | 6            | 65           |  |
|  |             | Oren Motevassel | Oren Motevassel | 69          | 2           |  |  |              |               |               |              |              |  |

### Sezione 2
|  | Primo turno | Primo turno    | Primo turno   | Primo turno | Primo turno |  |  | Ultimo turno | Ultimo turno  | Ultimo turno  | Ultimo turno | Ultimo turno |  |
|  |             |                |               |             |             |  |  |              |               |               |              |              |  |
|  | 2           | Jamie Delgado  | 7             | 4           | 6           |  |  |              |               |               |              |              |  |
|  |             | Frank Dancevic | 5             | 6           | 3           |  |  | 2            | Jamie Delgado | Jamie Delgado | 4            | 4            |  |
|  | 13          | Michael Joyce  | Michael Joyce | 7           | 7           |  |  | 13           | Michael Joyce | Michael Joyce | 6            | 6            |  |
|  |             | Lovro Zovko    | Lovro Zovko   | 6(1)        | 5           |  |  |              |               |               |              |              |  |

### Sezione 3
|  | Primo turno | Primo turno      | Primo turno      | Primo turno | Primo turno |  |  | Ultimo turno | Ultimo turno     | Ultimo turno     | Ultimo turno | Ultimo turno |  |
|  |             |                  |                  |             |             |  |  |              |                  |                  |              |              |  |
|  | 3           | Ramón Delgado    | Ramón Delgado    | 6           | 6           |  |  |              |                  |                  |              |              |  |
|  |             | Torrey Gambill   | Torrey Gambill   | 0           | 0           |  |  | 3            | Ramón Delgado    | Ramón Delgado    | 6            | 65           |  |
|  | 14          | Kristian Capalik | Kristian Capalik | 6           | 6           |  |  | 14           | Kristian Capalik | Kristian Capalik | 7            | 7            |  |
|  |             | Tripp Phillips   | Tripp Phillips   | 4           | 3           |  |  |              |                  |                  |              |              |  |

### Sezione 4
|  | Primo turno | Primo turno         | Primo turno         | Primo turno | Primo turno |  |  | Ultimo turno | Ultimo turno  | Ultimo turno | Ultimo turno | Ultimo turno |  |
|  |             |                     |                     |             |             |  |  |              |               |              |              |              |  |
|  | 4           | Wayne Black         | Wayne Black         | 6           | 6           |  |  |              |               |              |              |              |  |
|  |             | Huntley Montgomery  | Huntley Montgomery  | 2           | 0           |  |  | 4            | Wayne Black   | 4            | 7            | 6            |  |
|  | 9           | Ronald Agénor       | Ronald Agénor       | 6           | 6           |  |  | 9            | Ronald Agénor | 6            | 5            | 0            |  |
|  |             | Mashiska Washington | Mashiska Washington | 4           | 2           |  |  |              |               |              |              |              |  |

### Sezione 5
|  | Primo turno | Primo turno      | Primo turno  | Primo turno | Primo turno |  |  | Ultimo turno | Ultimo turno     | Ultimo turno | Ultimo turno | Ultimo turno |  |
|  |             |                  |              |             |             |  |  |              |                  |              |              |              |  |
|  | 5           | Tomáš Zíb        | Tomáš Zíb    | 6           | 6           |  |  |              |                  |              |              |              |  |
|  |             | Phillip King     | Phillip King | 4           | 2           |  |  | 5            | Tomáš Zíb        | 2            | 6            | 6            |  |
|  | 10          | Richard Fromberg | 4            | 6           | 6           |  |  | 10           | Richard Fromberg | 6            | 4            | 4            |  |
|  |             | Kevin Ullyett    | 6            | 3           | 3           |  |  |              |                  |              |              |              |  |

### Sezione 6
|  | Primo turno | Primo turno       | Primo turno       | Primo turno | Primo turno |  |  | Ultimo turno | Ultimo turno      | Ultimo turno | Ultimo turno | Ultimo turno |  |
|  |             |                   |                   |             |             |  |  |              |                   |              |              |              |  |
|  | 6           | Fernando González | Fernando González | 7           | 6           |  |  |              |                   |              |              |              |  |
|  |             | Donavan September | Donavan September | 63          | 2           |  |  | 6            | Fernando González | 6            | 6(1)         | 5            |  |
|  | 8           | Jeff Salzenstein  | 65                | 6           | 7           |  |  | 8            | Jeff Salzenstein  | 3            | 7            | 7            |  |
|  |             | Jonathan Erlich   | 7                 | 2           | 64          |  |  |              |                   |              |              |              |  |

### Sezione 7
|  | Primo turno | Primo turno         | Primo turno   | Primo turno | Primo turno |  |  | Ultimo turno | Ultimo turno        | Ultimo turno | Ultimo turno | Ultimo turno |  |
|  |             |                     |               |             |             |  |  |              |                     |              |              |              |  |
|  | 7           | Marc-Kevin Goellner | 5             | 7           | 6           |  |  |              |                     |              |              |              |  |
|  |             | Brian Vahaly        | 7             | 5           | 3           |  |  | 7            | Marc-Kevin Goellner | 6            | 68           | 5            |  |
|  |             | Mike Bryan          | Mike Bryan    | 6           | 7           |  |  |              | Mike Bryan          | 1            | 7            | 7            |  |
|  | 12          | Jeff Morrison       | Jeff Morrison | 4           | 5           |  |  |              |                     |              |              |              |  |